# Université Paris Cité
Université Paris Cité (česky Pařížská univerzita) je francouzská veřejná výzkumná univerzita v Paříži. Byla založena roku 2019 sloučením Univerzity Paříž V a Univerzity Paříž VII a ústavu Institut de Physique du Globe de Paris v rámci vládního projektu, jehož cílem byl vznik několika center excelence, které by rychle získaly vědeckou prestiž. Sídlo univerzity je na bulváru Saint-Germain. 
V Šanghajském žebříčku pro rok 2021 se univerzita umístila na 73. pozici celosvětového žebříčku hodnocení kvality vysokých škol.